# Jaderná elektrárna Quad Cities
Jaderná elektrárna Quad Cities (anglicky Quad Cities Nuclear Generating Station) je provozní jadernou elektrárnou ve Spojených státech. Leží poblíž města Cordova v Rock Island County ve státě Illinois. Jadernou elektrárnu vlastní a provozuje společnost Constellation Energy a reaktory elektrárně dodala a vybudovala americká společnost General Electric.

## Historie a technické informace

### Reaktory
Jaderná elektrárna Quad Cities provozuje celkem dva technicky shodné jaderné reaktory o celkovém hrubém výkonu 1920 MW. Původní výkon byl však nižší a stávajícího bylo dosaženo modernizacemi a využívání designových rezerv.

#### Blok 1
Výstavba prvního bloku byla zahájena dne 15. února 1967. Jedná se o varný reaktor typu BWR-3 od General Electric. Jeho hrubý výkon dosahuje 940 MW a čistý výkon po odečtení vlastních potřeb je 908 MW. Připojení do sítě bylo poprvé uskutečněno 12. dubna 1972 a komerční provoz následoval 18. února 1973.
Blok má od NRC udělenou provozní licenci do 14. prosince 2032.

#### Blok 2
Druhý blok začal být budován ve stejný den jako první blok, 15. února 1967. Jde o stejný typ a konceci reaktoru o hrubém výkonu 940 MW a čistém výkonu 911 MW. Připojení do rozvodné sítě bylo uskutečněno dne 23. května 1972 a zahájení komerčního provozu následovalo 10. března 1973.
Blok má od NRC udělenou provozní licenci do 14. prosince 2032.

### Okolní obyvatelstvo
NRC definuje dvě zóny havarijního plánování kolem jaderných elektráren. První o poloměru 16 kilometrů, která se týká především vystavení radioaktivní kontaminace vzduchu a poté druhou o poloměru 80 kilometrů, jež se zabývá kontaminací potravin a vody.
Podle studie NRC zveřejněné v srpnu 2010 byl odhad každoročního rizika zemětřesení dostatečně silného na to, aby způsobilo poškození aktivní zóny reaktoru 1 ku 37 037.

## Informace o reaktorech
| Reaktor       | Typ reaktoru  | Výkon  | Výkon  | Zahájení výstavby | Připojení k síti | Uvedení do provozu | Uzavření |
| Reaktor       | Typ reaktoru  | Čistý  | Hrubý  | Zahájení výstavby | Připojení k síti | Uvedení do provozu | Uzavření |
| ------------- | ------------- | ------ | ------ | ----------------- | ---------------- | ------------------ | -------- |
| Quad Cities-1 | BWR-3 251-724 | 908 MW | 940 MW | 15. 2. 1967       | 12. 4. 1972      | 18. 2. 1973        |          |
| Quad Cities-2 | BWR-3 251-724 | 911 MW | 940 MW | 15. 2. 1967       | 23. 5. 1972      | 10. 3. 1973        |          |